# Calliopum ceianui
Calliopum ceianui is een vliegensoort uit de familie van de Lauxaniidae. De wetenschappelijke naam van de soort is voor het eerst geldig gepubliceerd in 1984 door Papp.